# آتنه فقیه‌نصیری
آتنه فقیه‌نصیری بازیگر سینما و تلویزیون ایران است.

## زندگی
وی در رشتهٔ زبان اسپانیایی در دانشگاه آزاد تحصیل کرد. فقیه نصیری با بازی در نقش اصلی مجموعهٔ خاله سارا و نیز مجموعهٔ خانه سبز (در نقش لیلی) به شهرت رسید. فریبرز عرب‌نیا، هنرپیشه ایرانی، همسر پیشین او است.

## فعالیت بازیگری
اولین فیلم سینمایی را در تابستان 1368 با نام جیب برها به بهشت نمی روند بازی کرد و به دلیل این که هم از لحاظ چهره وهم نوع بازی با سایرین تفاوت زیادی داشت و در کل چهره جدید به حساب می آمد مورد توجه بسیاری از کارگردانان قرار گرفت.

## بیماری
در فروردین ۱۳۹۸ در برنامهٔ اکسیر او اعلام کرد به ام‌اس مبتلا شده‌ و به دلیل این بیماری از دنیای سینما و تلویزیون فاصله گرفته است.

## فیلم‌شناسی

### سینمایی
- ۱۳۹۹ - عشق قرنطینه نمی‌شود
- ۱۳۹۹ - خانه ماهرخ (شهرام ابراهیمی)
- ۱۳۸۷ - شیرین (عبّاس کیارستمی)
- ۱۳۸۶ - آن مرد آمد (حمید بهمنی)
- ۱۳۸۳ - هشت‌پا (علیرضا داوودنژاد)
- ۱۳۸۲ - مزرعهٔ پدری (رسول ملاقلی پور)
- ۱۳۸۰ - سفر به فردا (محمدحسین حقیقی)
- ۱۳۸۰ - قارچ سمی (رسول ملاقلی پور)
- ۱۳۷۶ - مُهره (محمّدعلی سجادی)
- ۱۳۷۴ - سال‌های بی‌قراری (مسعود نوابی)
- ۱۳۷۴ - من و پنجره و دیگر هیچ (کوتاه)
- ۱۳۷۳ - کاکادو (تهمینه میلانی)
- ۱۳۷۳ - غنچه‌های باغ پردیس (فیلم) (ویدئویی)
- ۱۳۷۳ - در کمال خونسردی (سیامک شایقی)
- ۱۳۷۲ - بلوف (فیلم سینمایی) (ساموئل خاچیکیان)
- ۱۳۷۲ - من زمین را دوست دارم (ابوالحسن داودی)
- ۱۳۷۱ - بندر مه‌آلود (امیر قویدل)
- ۱۳۷۱ - آهوی وحشی (حمید خیرالدین)
- ۱۳۷۰ - جیب‌برها به بهشت نمی‌روند (ابوالحسن داودی)
- ۱۳۷۰ - دو نفر و نصفی (یدالله صمدی)

### تله‌فیلم‌ها
- ۱۳۹۰ - جنایت و مکافات (عباس رافعی)
- ۱۳۸۸ - قصه‌ها و واقعیت‌ها (حجت قاسم‌زاده اصل)
- ۱۳۸۸ - حباب (بیژن شکرریز)
- ۱۳۸۸ - آیین دلبری (محسن دامادی)
- ۱۳۸۸ - پرستار (علیرضا سبزواری)
- ۱۳۸۸ - دلتنگی (حجت قاسم‌زاده اصل)
- ۱۳۸۸ - نامادری (اصغر نعیمی)
- ۱۳۸۶ - مادر صدامو می‌شنوی (کامبیز کاشفی)
- ۱۳۸۵–۱۳۸۶ - قربانی (کاظم معصومی)
- ۱۳۸۲ - نسخهٔ خطی[۳] (حسن فتحی)
- ۱۳۹۱ - از شنبه تا پنج‌شنبه[۴] (حجت قاسم‌زاده اصل)

### مجموعهٔ تلویزیونی‌
| سال     | نام مجموعه                         | کارگردان                |
| ------- | ---------------------------------- | ----------------------- |
| ۱۳۷۱    | چشمه زندگی                         | حمید خیرالدین           |
| ۱۳۷۱    | خاله سارا                          | فرامرز باصری            |
| ۱۳۷۳    | شلیک نهایی                         | محسن شاه‌محمدی           |
| ۱۳۷۴    | داستان یک شهر                      | خسرو معصومی             |
| ۱۳۷۵    | خانهٔ سبز                           | بیژن بیرنگ مسعود رسام   |
| ۱۳۷۷    | عید آن سال‌ها                       | سعید ابراهیمی‌فر         |
| ۱۳۷۷    | کت جادویی                          | محمدحسین لطیفی          |
| ۱۳۷۷    | عید اومد بهار اومد                 | فرشته صدرعرفایی         |
| ۱۳۷۸    | داستان یک شهر                      | اصغر فرهادی             |
| ۱۳۷۹    | دختران                             | اصغر توسلی              |
| ۱۳۸۰    | گمگشته                             | رامبد جوان              |
| ۱۳۸۱    | مهر خاموش                          | سیروس مقدم مسعود آب‌پرور |
| ۱۳۸۱    | پاورچین                            | مهران مدیری             |
| ۱۳۸۲    | سرنوشت                             | محمدرضا زهتابی          |
| ۱۳۸۲    | بیگانه‌ای در میان ما                | احمد امینی              |
| ۱۳۸۲    | نشانی                              | رامبد جوان              |
| ۱۳۸۴    | ۱۰۱ راه برای ذله کردن پدر و مادرها | حجت قاسم‌زاده اصل        |
| ۱۳۸۶    | مدار صفر درجه                      | حسن فتحی                |
| ۱۳۸۷    | مثل هیچ‌کس                          | عبدالحسین برزیده        |
| ۱۳۸۸    | خسته دلان                          | سیروس الوند             |
| ۱۳۸۹    | آسمان همیشه ابری نیست              | سعید عالم‌زاده           |
| ۱۳۸۸/۸۹ | جراحت                              | محمدمهدی عسگرپور        |
| ۱۳۹۰    | شیدایی                             | محمدمهدی عسگرپور        |
| ۱۳۹۰    | حیرانی                             | امید بنکدار             |
| ۱۳۹۲    | مهرآباد                            | سید فرید سجادی حسینی    |
| ۱۳۹۴    | شمعدونی                            | سروش صحت                |
| ۱۳۹۵    | ماه و پلنگ                         | احمد امینی              |
| ۱۳۹۶    | لیسانسه‌ها                          | سروش صحت                |

### شبکه نمایش خانگی
| سال  | نام مجموعه | نقش  | کارگردان       |
| ---- | ---------- | ---- | -------------- |
| ۱۳۹۶ | شهرزاد ۲   | ثریا | حسن فتحی       |
| ۱۴۰۱ | عقرب عاشق  | سمیه | حسین سهیلی‌زاده |